# Медаль «За перемогу над Японією»
Меда́ль «За перемо́гу над Япо́нією» (рос. Медаль «За победу над Японией») — державна нагорода СРСР для відзначення учасників війни з Японією, оголошеної 8 серпня 1945 року, і перемоги над нею — 2 вересня 1945 року.
Медаль була встановлена Указом Президії Верховної Ради СССР від 30 вересня 1945 року. Положення про медаль доповнили Постановою Президії Верховної Ради СССР в від 5 лютого 1951 року.
Загальна кількість нагороджених медаллю склала близько 1 800 000 осіб.

## Положення про медаль
Відповідно до указу:
|  | Медаллю «За перемогу над Японією» нагороджуються: - всі військовослужбовці і особи вільнонайманого штатного складу частин і з'єднань Червоної Армії, Військово-морського Флоту і військ НКВС, що брали безпосередню участь в бойових діях проти японських імперіалістів у складі військ 1-го Далекосхідного, 2-го Далекосхідного і Забайкальського фронтів, Тихоокеанського флоту і Амурської річкової флотилії; - військовослужбовці центральних управлінь НКО, НКВМФ і НКВС, що брали участь в забезпеченні бойових дій радянських військ на Далекому Сході. Вручення медалі «За перемогу над Японією» проводиться від імені Президії Верховної Ради СРСР на підставі документів, які підтверджують участь в бойових діях проти Японії і які були видані командирами військових частин та начальниками військово-лікувальних закладів. Вручення проводиться: особам, які знаходяться у військових частинах Червоної Армії, Військово-морського Флоту і військ НКВС, — командирами військових частин, а особам, які вибули зі складу армії, флоту і військ НКВС, — обласними, міськими і районними військовими комісарами за місцем проживання нагороджених; Медаль «За перемогу над Японією» носиться на лівій стороні грудей і за наявності інших медалей СРСР розташовується після ювілейної медалі «Сорок років Перемоги у Великій Вітчизняній війні 1941—1945 рр.». |

Особи, нагороджені медаллю «За перемогу над Японією», згодом мали право на нагородження ювілейними медалями:
- «Двадцять років перемоги у Великій Вітчизняній війні 1941—1945 рр.»
- «Тридцять років перемоги у Великій Вітчизняній війні 1941—1945 рр.»
- «Сорок років перемоги у Великій Вітчизняній війні 1941—1945 рр.»
- «П'ятдесят років перемоги у Великій Вітчизняній війні 1941—1945 рр.».

Указом Президії Верховної Ради СССР від 5 лютого 1951 року встановлено, що медаль «За перемогу над Японією» і посвідчення до неї у випадку смерті нагородженого залишаються в його родині для збереження як пам'ять. До того медаль і посвідчення після смерті нагородженого повертались державі.

## Опис медалі
Автор проєкту медалі — Лукіна М. Л.
Відповідно до указу:
|  | Медаль «За перемогу над Японією» виготовляється з латуні і має форму правильного круга діаметром 32 мм. На лицьовій стороні медалі профільне погрудноє зображення Генералісимуса Радянського Союзу Сталіна І.В., повернене управо. У верхній частині медалі по колу напис «ЗА ПОБЕДУ НАД ЯПОНИЕЙ». На оборотній стороні медалі напис “3 СЕНТЯБРЯ 1945”, над нею п'ятикутна зірочка. Всі написи і зображення на медалі опуклі. Медаль за допомогою вушка і кільця з'єднується з п'ятикутною колодочкою, обтягнутою шовковою муаровою стрічкою шириною 24 мм. Посередині стрічки широка червона смужка, по обидві сторони від неї: по одній білій смужці, по одній червоній смужці і по одній вузенькій білій смужці. Краї стрічки облямовані вузенькими жовтими смужками. |